# Pidonia effracta
Pidonia effracta là một loài bọ cánh cứng trong họ Cerambycidae.